# Lajos Aranyi
Lajos Aranyi (* 25. Januar 1931 in Budapest, Königreich Ungarn; † Januar 2003) war ein ungarischer Radrennfahrer, nationaler Meister im Radsport und Trainer.

## Sportliche Laufbahn
Lajos Aranyi wurde 1950 Mitglied des Vereins Csepeli Vasas. 1956 hatte er seinen ersten Einsatz für die Nationalmannschaft in der Polen-Rundfahrt, 1957 wurde er 10. in der Slowakei-Rundfahrt. Im Rennen der UCI-Straßen-Weltmeisterschaften 1957 kam er auf den 30. Platz.
1958 und 1959 gewann er die nationale Meisterschaft im Querfeldeinrennen (heutige Bezeichnung Cyclocross). 1963 wurde er Vize-Meister hinter János Dévai. 1960 und 1962 siegte Aranyi in der nationalen Meisterschaft im Straßenrennen.
Die Internationale Friedensfahrt fuhr er siebenmal. 1957 wurde er 58., 1958 44., 1959 39., 1960 35., 1961 24. 1962 25. und 1963 36. der Gesamtwertung. Er war auch in der Ägypten-Rundfahrt und in der Bulgarien-Rundfahrt für Ungarn am Start.
1965 absolvierte er die Diplomprüfung als Trainer am Institut für Leibesübungen und arbeitete ab 1966 als Trainer in der Sparte Radsport beim Verein Csepel SC. Zu seinen Schülern zählte neben anderen Tibor Debreceni.
Lajos Aranyi starb im Alter von 71 Jahren und wurde am 24. Januar 2003 auf dem Friedhof in Csepel beerdigt.